# 키스 문
키스 존 문 (Keith John Moon, 1946년 8월 23일~1978년 10월 7일) 영국의 음악가였다. 그는 더 후의 드러머로 가장 잘 알려져 있다.

## 초기 생활
문은 1946년 8월 23일 영국 런던 메이페어에서 태어났다. 그는 인근 자치구인 웸블리에서 자랐다. 문은 어린 시절부터 활동적이고, 상상력이 풍부했으며, 특히 음악을 좋아했다고 묘사된다. 문은 11학년 이상 과목 시험에 떨어진 뒤 알퍼튼 중등 현대 학교로 전학했다.
11세에 문은 해군 생도단에서 나팔을 연주했다. 문씨는 나팔을 배우기 어렵다는 것을 깨닫고 드럼 연주에 전념했다. 그는 실용적인 농담과 가정과학 키트에 관심을 가졌고, 특히 폭발을 좋아했다. 문씨는 학교를 마치고 집에 오는 길에 스튜디오에 가서 드럼 연습을 했고, 쉽게 실력을 뽐냈다. 문씨는 고등학교를 졸업한 후 해로 기술대학에 입대해 라디오 수리공 인턴십을 했다. 그는 결국 자신의 드럼 키트를 살 만큼 돈을 벌었다.

## 어린 시절
문씨는 영적 지도자로부터 1회 수업료 10센트를 받고 수업을 받았다. 그의 초기 스타일은 재즈, 서프 록, 블루스의 영향을 받았다.
문은 다양한 아마추어 서킷 밴드에서 연주했는데, 첫 밴드는 에스코트였다. 1962년 12월 그는 주로 커버 음악에 집중했던 해변을 빗는 사람들 에 합류했다. 밴드 멤버 모두 낮에는 직업을 가지고 있었지만, 음악 활동은 저녁에 하는 부업으로 여겨졌다. 문씨는 영국 석고 에서 영업부 전문가로 일했다. 1964년 문은 비치코머즈를 그만두고 더 후의 오디션에 지원했다.

## 더 후
오디션 당시 문씨는 진한 검은색 옷을 입고 있었고, 머리카락도 진한 검은색이었다. 오디션 후반부에는 문씨가 너무 열심히 연주해서 베이스 페달이 제대로 작동하지 않고 베이스 드럼 쉘 스킨 두 개가 부러지기도 했다. 나머지 밴드 멤버들은 문씨에게 만약 그가 밴드에서 계속 활동하게 된다면 너무 무모하게 연주하지 말라고 조언했다.
1965년부터 1978년까지 문은 밴드의 8개 앨범에 참여했는데, 이는 영국 출신의 많은 밴드의 국제적인 성공을 예고했다.

## 악기 및 장비
문은 특히 더 후에 있을 당시에는 드러머로만 활동했다. 그는 젊은 시절에 특히 버글을 비롯한 다른 악기를 연주하려 했지만 성공을 거두지 못했고, 그 이후로는 드럼에만 집중했다.
1960년대에 문은 루드윅이 제조한 5피스 드럼 키트를 사용했고, 심벌즈는 질지안이 제조했다. 결국 그는 프리미어 드럼으로 브랜드를 바꾸고 베이스 드럼 두 개를 추가하여 드럼 키트를 확장했지만, 빠른 페달링 기술을 구사하는 경향은 없었다. 이 세트의 모든 드럼에는 맞춤형 스킨이 적용되었으며, 각 베이스 드럼의 앞면 쉘에는 더 후 로고가 새겨져 있다.
1970년대에는 문의 드럼 세트가 팀발레, 징, 팀파니로 확장되었고, 이는 그가 죽을 때까지 그의 경력 전반에 걸쳐 그대로 유지되었다. 문은 어느 날, 흰색 겉면에 24캐럿 금으로 안감을 댄 드럼 키트를 원했지만, 프리미어 드럼의 마케팅 매니저인 에디 헤인스는 그것이 너무 비싸서 실현하기 어려울 것이라고 생각했다.

## 파괴적 행위
음악가로서의 라이프스타일에도 불구하고, 스튜디오와 콘서트 밖에서의 문의 행각은 불규칙하고 파괴적이었고, 이는 잘 알려진 사실이다. 1965년 초, 문은 밴드 로열티의 일부를 사용하여 체리 폭탄을 구매했는데, 주로 500개 규모였다. 그는 그 체리 폭탄을 이용해 호텔 객실의 변기를 파괴하고 파이프라인만 그대로 남겨 두었다. 세월이 흐르면서 문의 파괴적인 행동은 더욱 커졌고, 특히 암페타민과 덱사밀 등 표시되지 않은 약물에 취했을 때는 호텔 객실의 가구를 자주 찢어버리곤 했다. 그는 심지어 낯선 사람의 집에 있는 소지품을 부수고 텔레비전을 몇 층 높이의 창문 밖으로 던졌다. 한 사건에서 문과 그의 밴드는 여러 호텔 객실을 파괴한 혐의로 30만 파운드의 벌금을 물었다.
1972년 무렵, 문은 술을 더 자주 마시기 시작했고, 이로 인해 그의 일상 생활과 다른 밴드 멤버들과의 관계에 부담이 갔다. 어느 날, 문이 공연 도중 기절하자 관객 중 눈에 띄지 않는 사람이 대신 드럼을 쳤다. 그럼에도 불구하고 공연은 훌륭했고, 문씨가 기절해 끌려가는 동안 관객 중 한 명이 드럼을 연주했다는 이유로 영웅으로 환호를 받았다. 더 후의 다른 멤버들이 문의 약물 남용을 걱정하는 사이, 그들의 미래는 이미 불확실한 상황에 처해 있었다.
1976년과 1978년 사이에 문은 마약과 술을 계속 사용했고 그로 인해 상당한 체중이 증가했다. 밴드의 다른 멤버들은 문이 술을 끊지 못하면 그를 밴드에서 쫓아낼 것을 투표로 요청했다. 그런데 문씨는 파괴적 성향과 약물 남용으로 인해 재정적인 문제에 시달려 파산 직전까지 이르렀다.

## 죽음
1978년 중반, 문씨는 영국 런던 메이페어 셰퍼드 마켓 지역의 아파트로 이사했다. 집주인들은 문씨의 이사에 대해 점점 더 우려했는데, 특히 그의 험악한 과거 때문이었다. 문씨는 이사한 뒤 알코올 금단 증상을 극복하기 위해 진정제를 복용하기 시작했다. 다른 밴드 멤버들이 문을 정신병동에 입원시킬지도 모른다는 것을 알고 있던 문은 혼자 지내고 싶어했고 대중에게 이 사실이 알려지는 것을 원치 않았다. 문씨는 클로메티아졸이라는 약물을 복용했는데, 이 약물은 중독성, 내성 유발 경향, 알코올과 혼합 시 사망 위험 때문에 감독되지 않는 해독에는 권장되지 않는 약물이다. 제프리 다이먼드라는 약사는 문에게 다이먼드 100정을 처방하고 하루에 한 번씩 복용하라고 권했다.
1978년 9월이 되자 문은 너무 지쳐서 드럼을 거의 칠 수 없게 되었다. 9월 6일, 문은 코벤트 가든의 페퍼민트 공원에서 폴 매카트니와 그의 아내를 만났다. 문은 맥카트니 가족과 함께 마지막 식사를 했는데, 문의 룸메이트가 준비해 준 양고기 커틀릿이었다. 회의가 끝난 후 문씨는 클로메티아졸 약을 먹고 아파트로 돌아갔다.
1978년 9월 7일 오후 5시경 경찰이 문씨의 아파트로 파견되어 안부 확인을 실시했다. 문씨는 침대에 누워 있었으나, 공무원이 그를 만졌을 때 맥박이 없었다. 문씨는 병원에 입원했으나 사망이 선고됐다. 아무런 음모가 의심되지 않았지만, 나중에 문이 우발적인 과용으로 사망했다는 것이 밝혀졌다. 더 후의 다른 멤버들은 스튜디오에 있었고 문이 도착하기를 기다리고 있었지만, 대신 기자들이 도착하자 그들은 모든 것이 끝났고 문이 죽었다는 소식을 전했다.